# Goworówek
Goworówek – wieś sołecka w Polsce położona w województwie mazowieckim, w powiecie ostrołęckim, w gminie Goworowo.
Wierni kościoła rzymskokatolickiego należą do parafii Podwyższenia Krzyża Świętego w Goworowie.
W latach 1975–1998 miejscowość administracyjnie należała do województwa ostrołęckiego.